# ابراهیم‌آباد (رابر)
ابراهیم‌آباد روستایی در دهستان جواران بخش هنزا شهرستان رابر استان کرمان ایران است.

## جمعیت
بر پایه سرشماری عمومی نفوس و مسکن در سال ۱۳۹۵ جمعیت این مکان ۱۵۶ نفر (۴۸خانوار) بوده‌است.